# Футур други
Футур други (од лат.  — „будући”) је лични глаголски облик који најчешће означава будућу радњу која ће се извршити прије, послије или истовремено са неком другом будућом радњом.Пошто обично исказује радњу која претходи некој другој радњи, футур други се назива и предбудуће вријеме.

## Грађење
Футур други се гради од презента глагола „бити“ (будем, будеш...) и радног глаголског придјева глагола који се мења.
Футур други глагола „радити“:
| Једнина             | Множина               |
| ------------------- | --------------------- |
| будем радио/-ла/-ло | будемо радили/-ле/-ла |
| будеш радио/-ла/-ло | будете радили/-ле/-ла |
| буде радио/-ла/-ло  | буду радили/-ле/-ла   |